# 800 mètres féminin aux Jeux olympiques d'été de 1984 (athlétisme)
Pour un article plus général, voir Athlétisme aux Jeux olympiques d'été de 1984.
Navigation
Moscou 1980 Séoul 1988
L'épreuve du 800 mètres féminin aux Jeux olympiques de 1984 s'est déroulée du 3 au 6 août 1984 au Memorial Coliseum de Los Angeles, aux  États-Unis. Elle est remportée par la Roumaine Doina Melinte.

## Résultats

### Finale
| Rang               | Athlète         | Pays                 | Temps         | Notes |
| ------------------ | --------------- | -------------------- | ------------- | ----- |
| Médaille d'or      | Doina Melinte   | Roumanie             | 1 min 57 s 60 |       |
| Médaille d'argent  | Kim Gallagher   | États-Unis           | 1 min 58 s 63 |       |
| Médaille de bronze | Fita Lovin      | Roumanie             | 1 min 58 s 83 |       |
| 4                  | Gabriella Dorio | Italie               | 1 min 59 s 05 |       |
| 5                  | Lorraine Baker  | Grande-Bretagne      | 2 min 00 s 03 |       |
| 6                  | Ruth Wysocki    | États-Unis           | 2 min 00 s 34 |       |
| 7                  | Margrit Klinger | Allemagne de l'Ouest | 2 min 00 s 65 |       |
| 8                  | Caroline O'Shea | Irlande              | 2 min 00 s 77 |       |

## Légende
Records et Performances
- AR : Record continental (area record)
- CR : Record des championnats (championship record)
- MR : Record du meeting (meet record)
- NR : Record national (national record)
- OR : Record olympique (olympic record)
- PR : Record paralympique (paralympic record)
- PB : Record personnel (personal best)
- SB : Meilleure performance personnelle de la saison (season's best)
- WL : Meilleure performance mondiale de l'année (world leader)
- WJR : Record du monde junior (world junior record)
- WR : Record du monde (world record)

Circonstances et Conditions
- DNF : N'a pas terminé (did not finish)
- DNS : N'a pas pris le départ (did not start)
- DQ : Disqualification (disqualification)
- NM : Aucun essai valable enregistré (No Mark)
- Q : Qualifié « directement » au prochain tour (ou à la prochaine compétition), lors d'une compétition majeure, grâce au classement ou à la réalisation des minima (automatic qualifier)
- q : Qualifié au prochain tour (ou à la prochaine compétition), lors d'une compétition majeure, grâce au repêchage ou à la réalisation de l'une des meilleures performances parmi celles des « non qualifiés directement » (grâce au meilleur temps ou à la meilleure distance par exemple) (secondary qualifier)